# Maria Leopoldyna Habsburg-Este

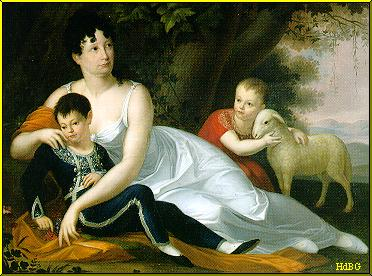
Maria Leopoldyna z synami

Maria Leopoldyna Habsburg-Este (ur. 10 grudnia 1776 Mediolan – zm. 23 czerwca 1848 Wasserburg am Inn) – małżonka elektora Bawarii i Palatynatu.
Była córką arcyksięcia Ferdynanda Habsburga (1754–1806) i Marii Beatrycze d’Este (1750–1829). Jej dziadkami byli Franciszek I Lotaryński i Maria Teresa Habsburg oraz Ercole III d’Este i Maria Teresa Cybo Malaspina.
15 lutego 1795 w Innsbrucku wyszła za 71-letniego elektora Bawarii i Palatynatu Karola IV Teodora. Małżeństwo zostało zaaranżowane w nadziei, że młoda arcyksiężniczka urodzi męskiego potomka, który przedłuży linię Pfalz-Sulzbach. Maria odmówiła jednak kontaktów fizycznych z mężem. Zaczęła jednak romansować z dworzanami między innymi z Maksymilianem księciem Zweibrücken (przyszłym władcą), Maksymilianem von Montgelas i Karolem von Arco.
Wspierała poczynania książąt Pfalz-Zweibrücken w ich staraniach o dziedziczenie po starym elektorze. Była w tych działaniach w opozycji do swojego męża oraz jego sojuszu z rodziną Habsburgów. Kiedy w 1799 roku jej mąż umierał, poinformowała o tym Maksymiliana, zapewniając sobie spadek w postaci zamku Berg w okolicach jeziora Starnberger See. Zamieszkała tam po śmierci męża prowadząc bardzo ekscentryczny styl życia. Wyszła za mąż za hrabiego Arco i miała z nim trójkę dzieci:
- Aloys (1808–1891)
- Maximilian (1811–1885)
- Karolinę (1814–1815)

W 1848 w czasie podróży do Wiednia jej powóz się przewrócił, a ona straciła życie. Jej synowie otrzymali spadek o wartości 15 mln florenów.